# 思春期未満お断り
『思春期未満お断り』（ししゅんきみまんおことわり）は、渡瀬悠宇による少女漫画作品。テレビアニメ化はされていないが、『思春期未満』としてCDブック化されている。

## 概要
「少女コミック」（小学館）で1990年2号から1990年18号まで連載される。単行本全3巻。その後『続・思春期未満お断り』が「少女コミック増刊」で1992年から1994年まで連載され、単行本全3巻。さらに『思春期未満お断り 完結編』が1998年に刊行されたため、実質全7巻の作品。
実は『ふしぎ遊戯』よりも後に企画されたものであるが、作者曰く「当時の少女マンガは学園ものが多いという理由により、この作品が先に連載開始になった」とのこと。

## あらすじ
父親を探すために上京してきた樋口飛鳥は、ノーヘルで警察に追いかけられている途中、須藤真斗と須藤和沙に遭遇する。警察から追われながらも、飛鳥は2人を家まで追いかけてゆく。飛鳥の探していた須藤家は果たしてそこであったが、目的の父親はそこには居なかった。自分に好印象をもっていない2人が父の居場所を隠していると考えた飛鳥だったが、2人は本当に知らなかった。結局飛鳥は須藤家に居候し、父親と会うために頑張ってゆくことになる。

## 登場人物
＊声はCDブック
樋口飛鳥（ひぐち あすか）
メインヒロイン。ノーヘルでバイクに乗る不良娘として登場する。幼少時はいじめられっ子であり、後にグレた。巨乳。運動神経抜群で、喧嘩も滅法強い。頭は弱い能天気娘。1年トリプっているため、真斗達と同学年。後に真斗と結婚。
須藤真斗（すどう まなと）
飛鳥の弟で和沙の兄（※）。空手部所属で、少々スケベだが成績は優秀（1年生の頃は、陽子と同じ「秀才コース」に在籍していた。）。イケメンで女子生徒の憧れの存在。
速水とは阿吽の呼吸で会話するマブダチ。後に飛鳥と結婚。
須藤和沙（すどう かずさ）
飛鳥、真斗の妹（※）。美少女。かなりのブラコンで、空手部マネージャーを務める。
クールな顔が印象的。高等部に進級してからも、マネージャーになった。
最終回での体操競技大会で、飛鳥が演技を終えて倒れた際、初めて「お姉ちゃん」と呼んだ。
速水透（はやみ とおる）
真斗の悪友で、飛鳥を姐御と呼び、和沙に恋する不良少年。後に和沙とつきあうとに。
神谷陽子（かみや ようこ）
飛鳥達の同級生で、新体操部に所属するお嬢様。
矢代教諭（やしろ きょうゆ）
飛鳥たちが高等部に進級した時、教師として着任。飛鳥たちのクラスの担任となる。
飛鳥が体操部復部をかけて、陽子と力比べに臨む前夜の練習中。「かつて五輪選考会で、落選した」事を告白。
その事を未だに根に持ち、「強い選手を育てて、見返してやるんだ」と飛鳥に涙ながらに打ち明けた。
物語終盤、飛鳥たちが観戦しに行った体操大会で飛鳥が足の怪我を押して出場しようとするのを止めようとした時に、「お前は私の娘だ！！」と告白。実は、飛鳥たちが通う学校の理事長で父親でもある。
※…血縁関係は複雑で、物語の進展と共に変わる。
- 初期…真斗と和沙が兄妹で、飛鳥は義理
- 中期…飛鳥と真斗が姉弟で、和沙は義理
- 終期…飛鳥と和沙が姉妹で、真斗は義理

## 書籍情報
思春期未満お断り
1. 1991年6月26日発売、ISBN 4-09-133751-1
2. 1991年9月26日発売、ISBN 4-09-133752-X
3. 1991年11月26日発売、ISBN 4-09-133753-8

- 小学館文庫（完結編まで収録）

1. 2009年3月14日発売、ISBN 978-4-09-191881-9
2. 2009年4月15日発売、ISBN 978-4-09-191882-6
3. 2009年4月15日発売、ISBN 978-4-09-191883-3

続・思春期未満お断り
1. 1993年2月26日発売、ISBN 4-09-133754-6
2. 1993年8月26日発売、ISBN 4-09-133755-4
3. 1994年3月26日発売、ISBN 4-09-133756-2

思春期未満お断り 完結編
1. 2000年6月26日発売、ISBN 4-09-133757-0

## 小説
小学館パレット文庫から4冊発売されている。文章は西崎めぐみ。
- 小説 思春期未満お断り〈特別編〉シスターSun♥ブラザーMoon
- 小説 思春期未満お断り〈熱愛編〉ロンリー★ハリケーン
- 小説 思春期未満お断り〈氷雪編〉St.クリスタルボーイズ
- 小説 思春期未満お断り〔番外編〕DYNAMITE★GENERATION